# Buddy Rice
Pour les articles homonymes, voir Rice.
Buddy Rice est un pilote automobile américain né le 31 janvier 1976 à Phoenix (Arizona). Il a notamment remporté les 500 miles d'Indianapolis en 2004.

## Biographie
Révélé en 2000 par sa victoire dans le championnat de Formule Atlantic, Buddy Rice a dû attendre 2002 pour intégrer l'un des deux championnats majeurs de monoplace nord-américain. Cette année-là, il dispute la fin  du championnat d'Indy Racing League pour le compte de l'écurie d'Eddie Cheever en tant que troisième pilote. Les débuts de Buddy Rice sont suffisamment convaincants pour lui permettre d'être le seul pilote aligné en 2003 par Cheever. 
Très attendu en 2003, Rice va pourtant décevoir et livrer des prestations anonymes. Une méforme en grande partie due à la faiblesse du moteur Chevrolet qui équipe la Dallara de l'écurie Cheever Racing, mais qui n'empêche pas Cheever de se séparer de lui peu avant le terme de la saison. 
Sans volant, Buddy Rice envisage un temps de se reconvertir en Nascar (en novembre 2003, il dispute d'ailleurs une manche de Nascar Truck Series sur l'ovale de Phoenix), mais est finalement appelé début 2004 par l'écurie  Rahal-Letterman pour assurer l'interim du Suédois Kenny Bräck, grièvement blessé à la fin de la saison précédente. Rapidement, l'interim se transforme en remplacement définitif, et Buddy Rice en profite pour se rappeler au bon souvenir de tous en réalisant une brillante saison, ponctuée de trois victoires, dont un succès aux fameux 500 Miles d'Indianapolis. Il termine la saison à la troisième place du classement final.
La saison 2005 de Rice s'avère plus délicate. Victime d'un gros crash lors des essais de l'Indy 500 et blessé aux vertèbres cervicales, il doit observer plusieurs semaines de repos (ironie du sort, c'est le revenant Kenny Bräck qui le remplace à Indianapolis) et ne connait pas non plus une grande réussite à son retour, souvent éclipsé par sa coéquipière Danica Patrick. À l'issue d'une saison 2006 anonyme, et en fin de contrat avec Rahal-Letterman, il effectue une pige en Champ Car lors de l'épreuve de Mexico (il remplace A. J. Allmendinger chez Forsythe), qui laisse un temps supposer qu'il pourrait changer de discipline. Mais en 2007 et 2008, il reste en IndyCar, au sein de l'écurie Dreyer & Reinbold.

## Palmarès
- Champion de Formule Atlantic en 2000
- 3 victoires dans le championnat Indy Car Series
  - Indianapolis 500 2004
  - Argent Mortgage Indy 300 2004
  - Firestone Indy 400 2004
- Vainqueur des 24 Heures de Daytona en 2009

## Résultats aux500 milesd'Indianapolis
| Année | Châssis | Moteur    | Qualification       | Résultat            | Équipe            |
| ----- | ------- | --------- | ------------------- | ------------------- | ----------------- |
| 2003  | Dallara | Chevrolet | 19                  | 11                  | Cheever           |
| 2004  | G-Force | Honda     | 1                   | 1                   | Rahal Letterman   |
| 2005  | Panoz   | Honda     | Accident aux essais | Accident aux essais | Rahal Letterman   |
| 2006  | Panoz   | Honda     | 14                  | 26                  | Rahal Letterman   |
| 2007  | Dallara | Honda     | 16                  | 25                  | Dreyer & Reinbold |
| 2008  | Dallara | Honda     | 17                  | 8                   | Dreyer & Reinbold |
| 2011  | Dallara | Honda     | 7                   | 18                  | Panther           |